# Rozvojová politika
Rozvojová politika označuje komplex politických, sociálních a ekonomických strategií, které mají za cíl zlepšit situaci především v rozvojových zemích.

## Některé koncepce rozvojové politiky
Teorie mnohem většího koláče je metaforické označení teorie globálního ekonomického růstu, tedy té makroekonomické teorie, která zdůrazňuje, že celkový ekonomický růst a liberální tržní mechanismy způsobí zbohatnutí nejen bohatých, ale i chudých, a že globální ekonomický růst je jediným možným způsobem pro snížení chudoby. Obdobná metafora označující stejné přesvědčení říká, že „stoupající příliv zvedne všechny lodě“. K teorii se hlásí především konzervativní liberálně zaměření ekonomové.
Teorie přerozdělení koláče je protikladnou teorií. Zdůrazňuje, že zdrojů je dostatek a extenzivní rozvoj (mnohonásobné zvýšení průmyslové výroby) není únosný a udržitelný. Příčinou chudoby jsou ekonomické mechanismy, které způsobují i přes ekonomický růst prohlubování rozdílu mezi bohatými a chudými. Vyvlastňování a koncentrace půdy v rukou několika tisíc boháčů mají za následek migraci obyvatel do měst, kde však často žijí pod hranicí bídy, protože zde není dostatek práce. Hlavní příčinu ekologických problémů a bídy vidí v nadměrném konzumu vyspělých států na úkor rozvojových zemí. Řešení vidí v dobrovolné skromnosti vyspělých zemí a v politicko-ekonomických změnách majících za následek podporu místního podnikání v zemích třetího světa. Díky těmto snahám se začíná objevovat značka FairTrade, která podporuje místní podnikání v rozvojových zemích. Tato teorie je považována za bližší levicovému a ekologickému myšlení.
Udržitelný rozvoj je teorie integrující oba principy. Nesporně je třeba hledat rovnováhu mezi oběma koncepcemi, jejich zastánci se však liší v tom, jak je vyvážit.
Metafora o koláči má zřejmě původ již ve starších sporech mezi liberálními a sociálními koncepcemi. Užívá se jak v kontextu národní (státní) nebo vnitropodnikové ekonomiky, tak při analýze celosvětové ekonomické situace.
Zpopularizována byla v dokumentu Naše společná budoucnost, který vydala příslušná komise OSN v roce 1987. V tomto dokumentu se nově objevil i pojem udržitelný rozvoj. Dokument označuje chudobu za hlavní příčinu ekologických problémů a řešení vidí v ekonomickém růstu rozvojových zemí.

## Rozvojová spolupráce
Rozvojová spolupráce (ZRS = zahraniční rozvojová spolupráce nebo ODA = official development assistance) je způsob, jakým vyspělé státy pomáhají řešit problémy rozvojových zemí. Termín rozvojová spolupráce nebo rozvojová pomoc je připisován německému spolkovému prezidentovi Lübkemu. Na rozdíl od humanitární pomoci, která reaguje na okamžitou potřebu (např. po přírodních katastrofách, ve válce atd.) má rozvojová spolupráce řešit problémy rozvojových zemí dlouhodobě. Jedná se jak o podporu finanční a materiální (např. stavba škol, nemocnic), tak i předávání know-how (např. vzdělávání učitelů, školení porodních asistentek i státní správy). Oproti dříve užívanému termínu rozvojová pomoc je dnes preferováno spojení rozvojová spolupráce, což má zdůraznit partnerství mezi zemí poskytovatele a příjemce při plánování i realizaci projektů.
Podle závazku přijatého všemi státy OSN by měly vyspělé země na rozvojovou spolupráci vyčlenit 0,7 procenta svého HND.. To se však dosud nepovedlo naplnit

### Základní sektory rozvojové spolupráce
Rozvojová spolupráce se snaží reagovat na nejpalčivější problémy rozvojových zemí. Ty se OSN pokusilo formulovat v takzvaných Rozvojových cílech tisíciletí. Obecněji lze za hlavní sektory označit:
- omezení světové chudoby
- podpora vzdělání a odstranění negramotnosti
- zlepšení zdraví obyvatel rozvojových zemí, zlepšení systému zdravotnictví
- zlepšení ekonomické situace zemí. Na celostátní úrovni i podpora drobného podnikání (např. formou mikrofinancování). Významnou součástí tohoto bodu je i oddlužení.
- zlepšení stavu životního prostředí
- rozšíření infrastruktury – sítě silnic, železnic i zpřístupnění elektrické energie. Otázka dostupné energie je významnou součástí rozvojové spolupráce a úzce souvisí s výzkumem moderních obnovitelných zdrojů energie.[2]
- demokratizace společnosti, úsilí o dobré vládnutí (tzv. good governance), zlepšení postavení žen ve společnosti (rovnost pohlaví)

### Rozvojová spolupráce České republiky
Československo se před rokem 1989 výrazně angažovalo v rozvojovém světě. Tehdy se zaměřovalo zejména na země socialistické nebo uplatňující určité prvky plánovaného hospodářství. Jednalo se zejména o hmotnou (léky, potraviny), technickou pomoc (vysílání odborníků) a stipendia zahraničním studentům .
Tradici pomoci rozvojovým zemím obnovila Česká republika krátce po svém vstupu do OECD. V roce 1995 se výchozí koncepcí pro organizaci rozvojové spolupráce stal vládní dokument Zásady pro poskytování zahraniční pomoci. Ten dával hlavní pravomoci ministerstvům a pro následující léta tak byla typická izolovanost jednotlivých projektů a chybějící koncepce. Docházelo tak k velkému tříštění sil (v letech 1996-2000 byly realizovány významnější projekty ve 40 státech) .
Tuto situaci měla zlepšit nová Koncepce zahraniční rozvojové pomoci České republiky na období let 2002—2007 přijata vládou v roce 2002. V té se ČR plně přihlásila k Rozvojovým cílům tisíciletí, programu OSN na omezení světové chudoby. Na dvacet byl omezen počet zemí, na které by se měla česká zahraniční rozvojová spolupráce zaměřit. Zároveň se začala připravovat institucionální změna a při Ústavu mezinárodních vztahů vzniklo Rozvojové středisko, které zajišťovalo koordinaci mezi ministerstvy a odborný dohled. Tato koncepce také počítá se značným zapojením soukromých firem a nevládních a společenských organizací. Ty v roce 2002 vytvořily zastřešující organizaci České fórum pro rozvojovou spolupráci (FoRS).
Další změny přišly po vstupu ČR do EU, zejména v důsledku harmonizace české a evropské legislativy. Došlo k významnému posunu od situace, kdy s rozličnými projekty přicházeli sami realizátoři. Nový přístup vyžaduje, aby vláda (resp. ministerstva) stanovily priority (jak geografické, tak sektorové) a vyhlásila výběrová řízení na jejich uskutečnění. Jako dlouhodobé prioritní země české rozvojové spolupráce byly stanoveny: Angola, Bosna a Hercegovina, Jemen, Moldavsko, Mongolsko, Srbsko a Černá Hora, Vietnam a Zambie. Střednědobými prioritami jsou Afghánistán a Irák.
Další významnou změnou byla transformace Rozvojového střediska do organizace Česká rozvojová agentura (ČRA) k 1. lednu 2008. ČRA se stala implementační agenturou Ministerstva zahraničních věcí ČR pro bilaterální rozvojové projekty ČR. Získala významné pravomoci v oblasti koordinace rozvojové spolupráce, provádění výběrových řízení na jednotlivé projekty a dohledu nad nimi i co se týče komunikace s jednotlivými ministerstvy, nevládním sektorem, Evropskou komisí i širokou veřejností. Od 1. července 2010 je zřízena zákonem č. 151/2010 Sb., o zahraniční rozvojové spolupráci a humanitární pomoci poskytované do zahraničí.
Podle mezinárodních závazků by měla Česká republika v roce 2015 na rozvojovou spolupráci vydávat 0,7% svého hrubého národního důchodu. V rámci Evropské unie je nicméně stanoven pro nové členy nižší závazek 0,33% HND. Vše však nasvědčuje tomu, že ani jedno z čísel se nepodaří naplnit, dokonce ani interně stanovený mezistupeň 0,17% HND do roku 2010.